# Anaeroob
Anaeroob betekent 'zonder lucht plaatsvindend of kunnen leven', waarbij met "lucht" zuurstof bedoeld wordt. Anaerobe organismen gebruiken geen zuurstof om energie op te wekken en kunnen zelfs worden gedood door zuurstof. Anaerobe organismen gebruiken gisting of anaerobe dissimilatie. De tegenhanger is aeroob.
Er zijn verschillende graden: 

Corrosie onder anaerobe omstandigheden van ijzer door Desulfovibriobacteriën

- Obligaat anaerobe organismen kunnen niet overleven in aanwezigheid van zuurstofgas, of anders gezegd zuurstofgas is toxisch voor deze bacteriën (bijvoorbeeld Clostridium, Bifidobacterium).
- Facultatief (an)aerobe organismen kunnen in aanwezigheid van zuurstof aeroob dissimileren, maar overleven ook via zuurstof-onafhankelijke processen (bijvoorbeeld Enterobacteriaceae, Staphylococcus, Vibrio).
- Micro-aerofiele organismen hebben wel zuurstof nodig maar gedijen het best bij lage zuurstofspanning.
- Aerotolerante organismen zijn in principe anaeroob, maar verdragen wel de aanwezigheid van zuurstof (bijvoorbeeld melkzuurbacteriën).

Gewone gist is facultatief anaeroob. Veel rottingsbacteriën zijn anaeroob. Sommige anaerobe organismen zijn erg nuttig, bijvoorbeeld de boterzuurbacterie.
Anaerobe archaea worden gebruikt in actief slib in rioolwaterzuiveringsinstallaties. Met water zetten archaea opgeloste organische stoffen om in koolstofdioxide en methaan (biogas).